# تقسيم الحماية للأراضي الزراعية
في الولايات المتحدة، يشير مصطلح تقسيم الحماية للأراضي الزراعية إلى القوانين المحلية لتقسيم الأراضي التي تتضمن أحكامًا مثل متطلبات مساحات الأراضي الشاسعة واستخدام الحدود للفصل بين الأراضي المخصصة للزراعة والأنشطة ذات الصلة وبين استخدامات الأراضي في أغراض أخرى. وقد قسمت بعض الدوائر القضائية المناطق الزراعية إلى تقسيمات فرعية، وذلك للتمييز بين الزراعة التجارية الكاملة وبين مجموعة متنوعة من الاستخدامات قد يكون من بينها المزارع الريفية المخصصة لأغراض الإقامة
ومزارع الخلاء الموجودة على مساحات شاسعة من الأراضي.